# PreSonus
PreSonus — американский производитель аудио-оборудования и оборудования для цифровых звуковых рабочих станций, используемого для создания, записи и мастеринга музыки. Также компанией разработаны программный комплекс «Studio One» и нотный редактор Notion.
Компания была основана в 1995 году электротехником Джимом Одомом (Jim Odom) и Брайаном Смитом (Brian Smith) в гараже Одома.
В ноябре 2021 года компания Fender объявила, что подписала окончательное соглашение о поглощении PreSonus Audio Electronics.